# Ilmari Hustich
Väinö Ilmari Hustich, född 11 augusti 1911 i Helsingfors, död 30 april 1982 i Joensuu, var en finländsk geograf. 
Hustisch blev student 1931, filosofie kandidat 1934 samt filosofie licentiat och filosofie doktor 1938. Han var professor i ekonomisk geografi vid Svenska handelshögskolan 1950–1974 och dess rektor 1966–1971. Han spelade trots avsaknad av partipolitiskt engagemang en politisk roll i flera sammanhang, bland annat som handels- och industriminister i Martti Miettunens regering 1961–1962 och som regionalpolitisk tänkare. 
Bland Hustichs populära arbeten märks böckerna Världen av i dag (1956, flera upplagor), Finland förvandlas (1967, omarbetad upplaga 1972) och Världens klyftor och broar (1973, omarbetad upplaga 1977). Han tilldelades akademikers titel 1975.